# Saguaro
A saguaro, más néven kandeláberkaktusz (Carnegiea gigantea) a legismertebb oszlopkaktusz, a westernfilmek szinte elmaradhatatlan kelléke, a Carnegiea nemzetség egyetlen tagja. A 15 méteresre is megnövő, vastag oszlop vagy karos gyertyatartó alakú kaktusz tömege (eső után) elérheti az 5–6 tonnát. Arizona nemzeti jelképe.

## Elterjedése

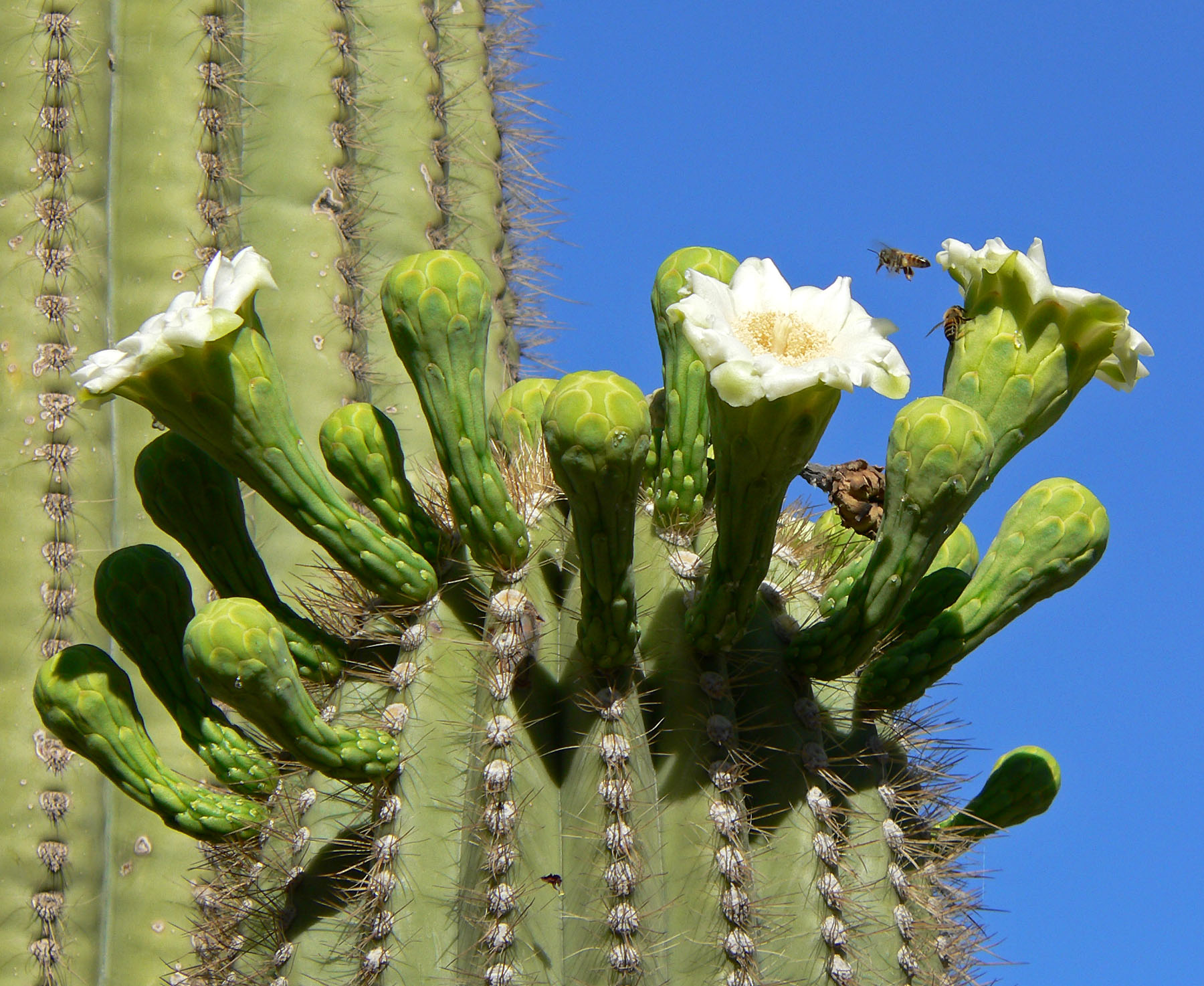
Carnegiea gigantea virága

Hazája Arizona, Mexikó Sonora állama és Kalifornia délkeleti részének félsivatagos területe. Bár Amerikának ez a része közel esik a Csendes-óceánhoz, az onnan induló esőfelhőket felfogják a több ezer méter magas hegyvonulatok. A keletről erre sodródó, amúgy is ritkás esőfelhőket a Sziklás-hegység 4000 m-nél is magasabb hegyláncai tartják fel. A magas hegyláncokkal körülzárt fennsíkok hónapokig nem kapnak esőt. Az évi csapadék alig 200–300 mm, de ennek megoszlása is szélsőségesen egyenetlen: néhány esős napon esik le az egész. A déli órákban a hőmérséklet gyakorta eléri a 45 °C-ot, de a keveset párologtató és sokat raktározó kandeláberkaktuszok azt is kibírnák, ha néhány évig egyáltalán nem esne az eső.

## Felépítése
Eleinte függőlegesen fölfelé nő, majd a legtöbbször karosan elágazik; erről kapta a kandeláberkaktusz nevet. A 100–200 éves vagy még ennél is idősebb példányok magassága eléri a 11–14 m-t, törzsük átmérője a 40–60 cm-t. Oldalágai ritkásak, különböző magasságban hajtanak ki a törzsből, és mihelyst eltávolodtak tőle annyira, hogy zavartalanul elférjenek mellette, ugyancsak fölfelé nőnek tovább. 12–14 bordája párhuzamos, meglehetősen nagy, tompa. Az areolák elég sűrűn ülnek a bordák élvonalán, és barna nemezesek. A tíz vagy több, 1–2 cm hosszú peremtövis sugarasan áll, a 3 vagy több középtövis 4–7 cm-es, előreálló, erős.
Virágai a hajtás csúcsrészén csoportosan nyílnak, fehér szirmaik ívesen kihajolnak. A virág közepéből kiemelkedik a többágú bibe, amit koszorúszerűen vesznek körül a sűrűn álló, sárga porzók, amik csaknem teljesen kitöltik a szirmok töve és a bibe közötti részt. A virágok éjszaka kezdenek nyílni, de csak nappal tárják ki teljesen szirmaikat. Termése kb. 7–8 cm hosszú, megnyúlt, kékes-piros színű, vörös pulpájú bogyó.

## Felhasználása
Szárított törzsét építőanyagnak (gerendának) és tűzifának használják. Viaszos beléből régebben fáklyát készítettek.
Az állatvilágban is akad egy egyedi használója. Az élő növény belseje, odúja a Gilaszalagos küllő szinte kizárólagos fészkelőhelye.

## Rokonsági viszonyai
A monotipikus Carnegia gigantea bélyegeiben mind a Neobuxbaumia, mind a Pachycereus nemzetségekre jellemző karakterek megjelennek. A faj taxonómiai besorolása jelenleg is vizsgálatok tárgyát képezi, Arias et al. (2005) kladisztikai elemzése alapján a Pachycereus nemzetség külcsoportját képezi.

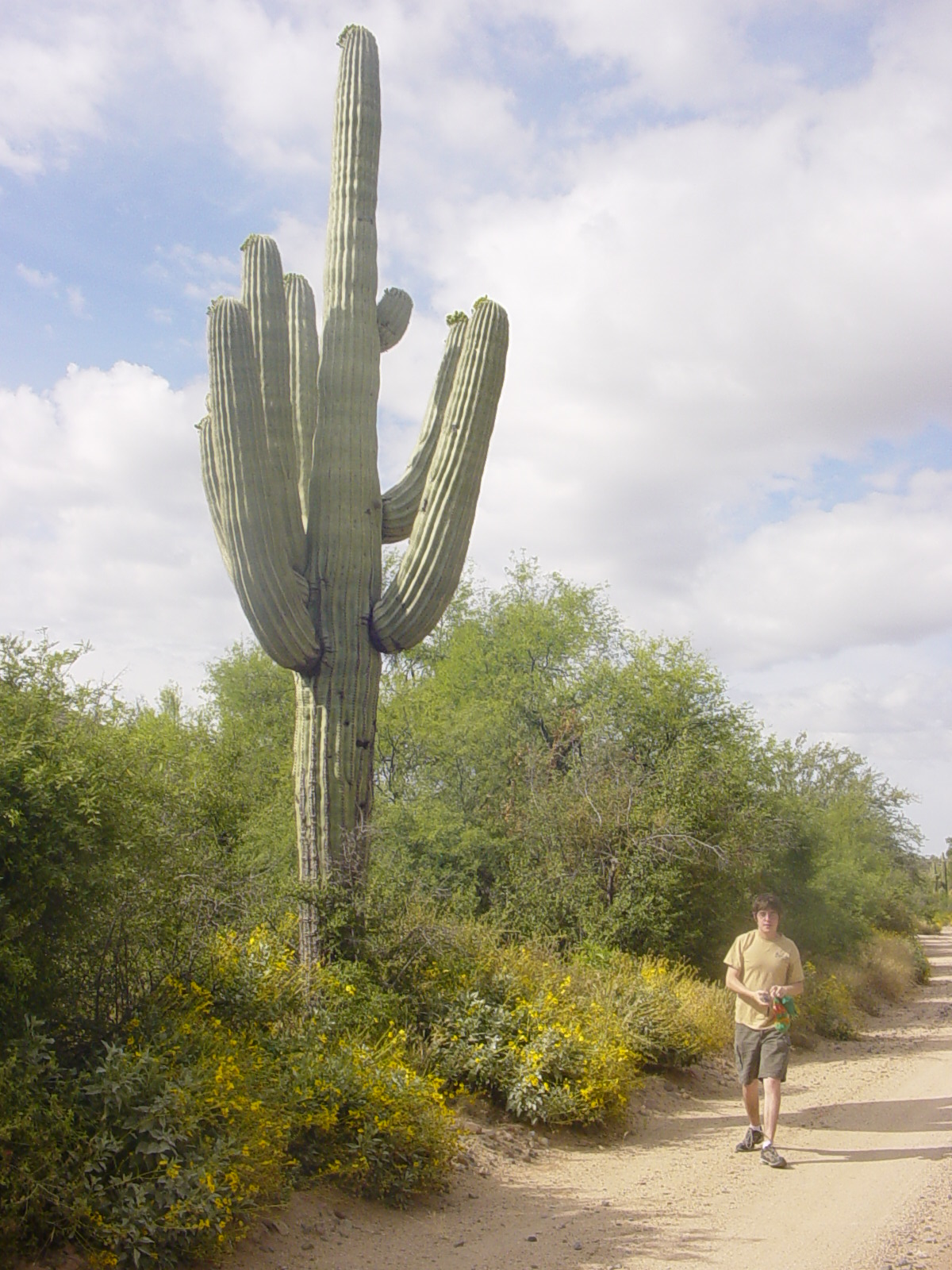
A kifejlett példányok mellett eltörpül az ember